# Pleasant Hill (Misuri)
Pleasant Hill es una ciudad ubicada en el condado de Cass en el estado estadounidense de Misuri. En el Censo de 2010 tenía una población de 8113 habitantes y una densidad poblacional de 382,66 personas por km².

## Geografía
Pleasant Hill se encuentra ubicada en las coordenadas 38°48′21″N 94°16′20″O / 38.80583, -94.27222. Según la Oficina del Censo de los Estados Unidos, Pleasant Hill tiene una superficie total de 21.2 km², de la cual 20.75 km² corresponden a tierra firme y (2.11%) 0.45 km² es agua.

## Demografía
Según el censo de 2010, había 8113 personas residiendo en Pleasant Hill. La densidad de población era de 382,66 hab./km². De los 8113 habitantes, Pleasant Hill estaba compuesto por el 95.33% blancos, el 0.7% eran afroamericanos, el 0.49% eran amerindios, el 0.53% eran asiáticos, el 0.07% eran isleños del Pacífico, el 1.16% eran de otras razas y el 1.71% pertenecían a dos o más razas. Del total de la población el 3.67% eran hispanos o latinos de cualquier raza.